# Rhachis sanguineus
Rhachis sanguineus е изчезнал вид сухоземно коремоного от семейство Cerastidae.

## Разпространение
Този вид е бил ендемичен за остров Мавриций.